# Debye-længde
I plasmaer og elektrolytter er Debye-længden {\displaystyle \lambda _{D}} (eller Debye-radiussen) den karakteristiske længde for den elektrostatiske effekt fra en elektrisk ladning pga. skærmning. Længden er opkaldt efter Peter Debye.

## Længden
Den karakteristiske længde findes ud fra Gauss' lov og en antagelse om termodynamisk ligevægt mellem mediet og alle typer ladninger, samt at alle ladninger er Boltzmann-fordelt. Debye-længden er da givet ved:
{\displaystyle \lambda _{D}={\sqrt {\frac {\varepsilon k_{B}T}{e^{2}\sum _{s}Z_{s}^{2}n_{s}^{\circ }}}}}
hvor
- {\displaystyle \varepsilon } er den elektriske permittivitet
- {\displaystyle k_{B}} er Boltzmanns konstant
- {\displaystyle T} er temperaturen
- {\displaystyle e} er elementarladningen
- {\displaystyle s} er den enkelte type ladningsbærer
- {\displaystyle Z_{s}} er ladningstallet
- og {\displaystyle n_{s}^{\circ }} er densiteten af den enkelte type, når det elektriske potential er nul.

Det ses, at den falder, jo flere ladninger er i systemet, da de er skærmende. Den stiger derimod med temperatur, der introducerer mere uorden. Udtrykket kan forkortes ved at skrive
{\displaystyle \lambda _{D}=(4\pi \lambda _{B}\sum _{s}Z_{s}^{2}n_{s}^{\circ })^{-{\frac {1}{2}}}}
hvor {\displaystyle \lambda _{B}} er Bjerrum-længden.

## Typiske værdier
Plasma i rummet har typisk lav elektrondensitet, og Debye-længden kan være makroskopisk. Det er den fx i magnetosfæren, solvind, interstellart medium og intergalaktisk medium. Se også tabellen:
| Plasma                | Densitet ne(m−3) | Elektrontemperatur T(K) | Magnetfelt B(T) | Debye-længde λD(m) |
| --------------------- | ---------------- | ----------------------- | --------------- | ------------------ |
| Solens kerne          | 1032             | 107                     | —               | 10−11              |
| Tokamak               | 1020             | 108                     | 10              | 10−4               |
| Gas discharge         | 1016             | 104                     | —               | 10−4               |
| Ionosfæren            | 1012             | 103                     | 10−5            | 10−3               |
| Magnetosfæren         | 107              | 107                     | 10−8            | 102                |
| Solvind               | 106              | 105                     | 10−9            | 10                 |
| Interstellart medium  | 105              | 104                     | 10−10           | 10                 |
| Intergalaktisk medium | 1                | 106                     | —               | 105                |